# Bestla
U nordijskoj mitologiji, Bestla je kći ili unuka jednog diva te majka vrhovnog boga Odina. Po njoj je nazvan jedan mjesec planeta Saturna.

## Mitologija
Bestla je kći ili unuka diva Bölþorna, koji je najvjerojatnije potomak pradiva Ymira. Njen brat je možda mudri Mimir. Bestla se udala za boga Borra te su njihovi sinovi bogovi Odin, Vili i Ve. Njezin je slavni unuk bog Thor.
U Starijoj Eddi, Bestla je spomenuta u poemi imenom Hávamál.